# 디 아더 사이드 (영화)
《디 아더 사이드》(영어: The Other Side)는 2020년 10월에 개봉한 스웨덴의 공포 · 스릴러 · 미스터리 영화이다.
 오스카 멜랜더와 토르드 다니엘손이 감독을 토르드 다니엘손과 오스카르 멜란데르가 각본을 맡았다.
 스웨덴은 2020년 10월 23일에 대한민국은 [[2021년] 3월 25일에 개봉하였다.

## 줄거리
시린은 남자친구 프레데리크와

그의 아들 루카스와 함께 새로운 집으로 이사를 간다.

그러나 밤마다 들려오는 기이한 소음과 낯선 존재의 기척은

결국 프레데리크가 없는 사이 루카스와 시린을 위협하는데....

## 출연진

### 주연
- 딜란 그윈 - 시린 역
- 라이너스 발그렌 - 프레데리크 역
- 에디 에릭손 도밍구에스 - 루카스 역

### 조연
- 헨리크 노를렌
- 야코브 팔스테드트
- 니클라스 야르네헤임
- 얀나 그란스트룀